# Tempesta (famiglia)
I Tempesta furono una nobile famiglia veneta, protagonista nel medioevo delle vicende storiche della Marca Trevigiana.

## Le origini
Per molto tempo si è ritenuto che i Tempesta discendessero dai Camposampiero, ma studi più recenti hanno ipotizzato che l'origine sia da ricercare in un ramo dei Carbonara. In effetti, Bertaldo Malsperone Carbonara lasciava, nel 1119, all'erede Guido Tempesta i suoi possedimenti presso Anoale (l'attuale Noale) e la carica di avogaro del vescovo e del capitolo di Treviso. È ovvio che Bertaldo doveva essere un parente stretto del Tempesta, se non addirittura il padre.
Noale con la sua rocca resterà sino al Trecento il fulcro dei possedimenti della famiglia.

## Il primo periodo
In quanto avogari, i Tempesta avevano il compito di amministrare dei beni ecclesiastici. Naturalmente era un ufficio che dava vantaggi non solo al vescovo, ma anche all'avogaro stesso che vedeva così ampliati i suoi poteri ed ingrandito il suo prestigio. Con l'affermazione del comune di Treviso e la conseguente diminuzione dei poteri vescovili, la carica finì per essere pressoché simbolica.
La famiglia era riuscita ad essere benvoluta sia al comune di Treviso, sia a quello di Padova. Ad esempio nel 1178 Guglielmino si era fatto eleggere podestà di Padova.
Difficile ricostruire l'ampiezza dei possedimenti dei Tempesta e non è chiaro nemmeno il motivo per cui essi furono in gran parte venduti nel corso del XIII secolo Da ricordare, però, che durante le signorie dei Da Romano prima e dei Da Camino poi, la famiglia perdette il suo ruolo di primo piano nelle vicende politiche di Treviso.
Un altro duro colpo subirono all'inizio del XIV secolo quando la famiglia, cercando di riacquisire la sua importanza nella vita pubblica, rivendicò la facoltà di imporre dazi. Un processo, il famoso Processo Avogari,avallato dalla Serenissima, sancì che questo diritto, detto muda, apparteneva al comune di Treviso, che però risarcí i Tempesta con seimila lire di piccoli.

## L'apogeo e la decadenza
L'avvento degli Scaligeri (Cangrande I della Scala) sulla scena veneta, divise Treviso tra i contrari all'alleanza con Verona e i favorevoli. Sappiamo che Guecello Tempesta era il maggior esponente del secondo gruppo. Nel 1327, dopo due anni di esilio, sfuggì ad un attentato durante una festa di matrimonio a Treviso. Rifugiatosi nella rocca dei Tempesta di Noale, sede del suo potere, assoldò un gruppo di mercenari e pose Treviso sotto il suo controllo, arrestando e giustiziando gli oppositori, in particolare Altenerio degli Azzoni ucciso da Guglielmo da Camposampiero, alleato di Guecello. Nel 1328 si dovrà però arrendere a Cangrande cedendogli Treviso senza spargimento di sangue. Annetté dunque Treviso a Verona e ottenne in cambio una signoria, combatté in varie battaglie a fianco degli Scaligeri e fu podestà di Verona nel 1329-1330. Notando però che la situazione degenerava a sfavore degli Scaligeri, si alleò a Venezia (1337) e ottenne il comando delle truppe della Serenissima dal Piave al Brenta e vide riconfermati i suoi poteri feudali.
Nel 1339 sconfitti gli Scaligeri e morto da un anno Guecello, Venezia provvide a smantellare la signoria. Il figlio primogenito di Guecello, Meladugio o Meladusio, provò a resistergli ma ben presto perse gran parte dei diritti commerciali e feudali. Ma alla morte di questi, nel 1342 i padovani combinarono il matrimonio tra la vedova Sara da Camposampiero (ultima erede dei Camposampiero) e un tale De Rossi che acquisì l'eredità dei Tempesta. Venezia non tardò a riconquistarla, e infine alla famiglia (i giovani avogari Nicoló e Vampo con lo zio Ziliolo) fu concessa la sovranità esclusivamente sul castello di Noale. Nel 1364 gli ultimi esponenti si ritirarono nel castello di Crespignaga dove nel 1380 morì Marco, ultimo erede legittimo, figlio di Vampo.
Ai Tempesta subentrarono nell'avogaria gli Azzoni, che ad oggi sono Azzoni Avogadro.